# Carpineto-Brücke
Die Carpineto-Brücke (italienisch Viadotto Carpineto) ist eine Autobahnbrücke im Zuge des Raccordo autostradale 5 (Raccordo Sicignano-Potenza) im Süden Italiens, der die A3 von Neapel und Salerno mit Potenza verbindet.

## Beschreibung
Die Carpineto-Brücke besteht aus zwei baugleichen Schrägseilbrücken für die beiden Richtungsfahrbahnen der RA 5, die je zwei Fahrstreifen, aber keine Standstreifen hat. Sie überquert eine Hangmulde, in der die Untergrundverhältnisse keine Pfeiler zuließen.
Das von Riccardo Morandi entworfene und 1977 fertiggestellte Bauwerk ist ein Beispiel seiner Schrägseilbrücken aus Stahlbeton-Pylonen und Spannbeton-Fahrbahnträgern, bei denen auch die Verspannung aus jeweils nur einem Seil mit Beton ummantelt ist, um Schwingungen und Korrosion zu vermeiden.
Die Carpineto-Brücke unterscheidet sich jedoch von einer üblichen, zweihüftigen Schrägseilbrücke, bei der das Brückendeck auf beiden Seiten der Pylone von der Seilverspannung getragen wird und jeder Pylon sich im Prinzip im Gleichgewicht der Seilspannungen befindet.
Die Carpineto-Brücke hat eine einzige 181 m lange Öffnung zwischen den Pylonen. Die dadurch einseitig belasteten 29 m hohen Pylone sind deshalb nach außen geneigt und von den äußeren Verspannungen im Boden rückverankert. Die ca. 16 m langen Ankerblöcke sind dabei im Boden durch 12 m lange horizontale Betonstäbe gegen die Pylon-Fundamente abgestützt. 
Bei seinem 1967 fertiggestellten Viadotto Ansa del Tevere im Zuge der Autostrada A91 von Rom zum Flughafen Rom-Fiumicino hatte der Konstrukteur die Bauweise bereits mit nur einem Pylon und deshalb einseitiger Rückverankerung realisiert. Bei der Carpineto-Brücke stehen sich zwei Pylone gegenüber, die jeweils einen 69,5 m in die Öffnung ragenden Plattenbalken tragen. Der verbleibende Zwischenraum wird wie bei einer Gerberträgerbrücke durch einen 42 m langen Einhängeträger geschlossen.